# A Família Bélier
A Família Bélier (em francês:  La Famille Bélier) é um filme de comédia dramática francês realizado por Éric Lartigau.
O filme foi lançado nos cinemas franceses a 17 de dezembro de 2014, no Brasil foi lançado a 25 de dezembro de 2014 e em Portugal a 13 de agosto de 2015.
Em 2021, foi produzido um remake da história, como o nome CODA (no Brasil, "No Ritmo do Coração" e em Portugal "CODA - No Ritmo do Coração), que venceu o Oscar de melhor filme em 2022.

## Sinopse
Na família Bélier, Paula, a filha de dezesseis anos, é a intérprete indispensável para muitas das tarefas diárias de seus pais e irmãos, todos eles são surdos, menos ela (que fala por telefone, lida com o banco ou facilita-lhes a compreensão no consultório médico), sobre tudo relacionado à manutenção da granja. Paula é como se fosse a  tradutora da sua família. Um dia, um professor de música descobre seu dom pelo canto e anima Paula para que participe num prestigioso concurso musical em Paris, o que lhe daria acesso seguro a uma boa carreira e aos estudos universitários. No entanto, esta decisão significa deixar para atrás sua família, desnorteada e inquieta pela iniciativa e para quem o conceito da música resulta alheio, Paula começa a dar seus primeiros passos como adulta, ainda que enfrente a incompreensão dos pais, as dúvidas sobre a sua vocação musical, o abandono das responsabilidades com a família e a incerteza sobre a crescente atração por um rapaz de sua idade. Enquanto isso, seu pai, Rodolphe Bélier, insatisfeito com as ações do prefeito da cidade, decide concorrer às eleições, apesar de sua deficiência.

## Elenco
- Karin Viard como Gigi Bélier
- François Damiens como Rodolphe Bélier
- Éric Elmosnino como Thomasson
- Louane Emera como Paula Bélier
- Roxane Duran como Mathilde
- Ilian Bergala como Gabriel
- Luca Gelberg como Quentin Bélier
- Mar Sodupe como Mademoiselle Dos Santos
- Stéphan Wojtowicz como Lapidus
- Jérôme Kircher como Dr. Pugeot
- Bruno Gomila como Rossigneux
- Clémence Lassalas como Karène
- Ánderson Lard como Edgar legrant